# 石敬瑭
石 敬瑭（せき けいとう）は、五代十国時代の後晋の初代皇帝。廟号は高祖。祖先は沙陀より太原に移住したと言われている。石氏はタシュケントを出自とするいわゆるソグド姓で、ソグド系突厥と呼ばれる唐朝後半期から東突厥のもとで突厥から文化的及び血縁的に大きな影響を受けたソグド人の家系に属するとされる。父の石紹雍（臬捩鶏）は沙陀族長李克用の率いる軍閥に従って転戦した功により、洺州刺史に任命されている。

## 生涯
石敬瑭は幼少の頃に李嗣源（後唐の明宗）に認められ、その娘婿となった。同光4年（926年）の魏州兵変に際し、石敬瑭は李嗣源と共に開封に入り、その後洛陽を攻撃した。
明宗（李嗣源）が後唐皇帝に即位した後、石敬瑭は「保義軍節度使」、「宣武軍節度使」、「河東節度使」を歴任した。
その後、李従珂が後唐の4代皇帝に即位すると、李従珂は石敬瑭の勢力を疎んじるようになり、石敬瑭を「天平軍節度使」に左遷した。
その後、石敬瑭は国内の反乱に乗じ、契丹の勢力を頼って皇帝を自称した。そして、石敬瑭は「後晋」を建国した。（936年）
石敬瑭は、契丹の兵を用いて、後唐の都「洛陽」を大包囲し、天福元年（936年）に、後唐皇帝（李従珂）が焼身自殺して後唐は滅亡した。
石敬瑭は皇帝の即位後に燕雲十六州を契丹に献上して、毎年30万疋の絹を献上する盟約を結んだ。
自分より10歳年下の契丹の太宗（耶律堯骨）を「父皇帝」と称し、自らを「児皇帝」と称した。
石敬瑭は契丹に対して服従の姿勢を示して、自分の権力基盤を固めたのである。
しかし、こうした石敬瑭のやり方を巡って、契丹に不満を持つ安重栄や景延広らのグループと現状維持を続けてその間に後晋の国力の充実を図るべきとする桑維翰らのグループが後晋の国内で激しく対立した。
その後、河東節度使である劉知遠が吐谷渾の部族の投降を受け入れていた事実が発覚し、契丹はその情報の真意を確かめようと、石敬瑭に聞こうとした。そして、石敬瑭はしばしば契丹から厳しい問責を受けた。
天福7年（942年）、石敬瑭は憤死した。享年51。
その後、甥の石重貴（出帝）が帝位を継いで、後晋の2代皇帝になった。

## 後世の評価
石敬瑭は自分の勢力の安定のために燕雲十六州を異民族である契丹に割譲し、さらに臣従したことから、後世、特に民族主義の高まった近代の中国では、石敬瑭という人物を漢奸の典型として、南宋の秦檜などとともに非難されることが多い。

## 宗室

### 后妃
- 李皇后（中国語版）（永寧公主） - 後唐の明宗の娘

### 叔父
- 石万友
- 石万詮

### 兄弟
- 石敬儒（出帝石重貴の父）
- 石敬徳
- 石敬殷
- 郯王 石重胤

### 従兄弟
- 石敬威（石万友の子）
- 石敬贇（石万友の子）
- 石敬暉（石万詮の子）

### 男子
- 虢王 石重英
- 楚王 石重信
- 寿王 石重乂
- 夔王 石重進
- 陳王 石重杲
- 石重睿